# Michael Pancratius
Michael Pancratius (Szászsebes, 1631 vagy 1632 – Nagyszeben, 1690. július 11.) jogi doktor, erdélyi ágostai evangélikus püspök.

## Élete
Osztrák nemesi származású nagyapja, Georg Pancratius Basta seregével került Erdélybe és itt telepedett le. Apja, Martin Pancratius Kelneken volt lelkész. Apja 1644-ben bekövetkezett halála után a fiút a nagydisznódi Fabricius rektor és Jakob Schmitzler lelkész vették gondjukba. 1648-ban Kolozsváron és Pozsonyban végezte a gimnáziumot; 1650-ben a Nagyszombati Egyetemre ment, onnét 1652-ben Bécsbe, majd Nürnbergbe, 1653-ban Wittenbergbe, ahol teológiát és jogot tanult. Meglátogatta ezután a lipcsei, jenai, würzburgi, altorfi, mainzi, ingolstadti, kölni, giesseni, marburgi, helmstädti főiskolákat is. Azután Joachim von Brockdorf fiait kísérte a rostocki egyetemre, ahol az egyházi s polgári jog doktorává avatták. 1661-ben doktorrá avatták, és történelmi valamint retorikai előadásokat tartott.
Hazautazván 1666 őszén mint vendég Eperjesen tartózkodott, ahol felkérték, hogy, mivel Bayer Jánost, a megférhetetlen természetű rektort megfosztották hivatalától, viselje ő ezt a tisztséget, míg az épülőben levő evangélikus kollégium elkészül. Így lett ő az eperjesi kollégium rektora, igazgatta az iskolát, és felügyelt az építésre, a felsőbb osztályokban pedig történelmet és retorikát adott elő. Amikor a kollégium elkészült, Pomarius Sámuelt választották líceumi igazgatónak. Annak ellenére, hogy a mellőztetést zokon vette, megmaradt tanárnak és átvette a gyakorlati filozófia, a földrajz, a történelem és a jogtudomány egy részének tanítását a IX. osztályban.
1668. június végén nem fogadta el a neki fölajánlott tanszéket, amely lefokozás lett volna, és távozott Eperjesről. Egy ideig Szepes megyében időzött, de csakhamar Nagyszebenbe hívták meg rektornak, hol 1669 január 9-én iktatták be hivatalába. 1670-ben újegyházi, 1671-ben pedig medgyesi lelkész lett. 1686. november 4-én az erdélyi szász ágostai evangélikus egyház megválasztotta püspökévé.
Az erdélyi rendek 1686-ban rendkívüli adót szavaztak meg a törökellenes háború miatt: a római katolikus egyháznak 100, az unitáriusnak 600, a reformátusnak 1000, a szász evangélikusoknak 14 000 tallért kellett fizetnie. Pancratius érdeme, hogy a terheket igazságosan osztotta fel, és ezekben a nehéz időkben sikerült megőriznie az egyház egységét.

## Művei
- Disputatio Inauguralis De Juramento Perhorrescentiae Quam Divino Tavente Numine Decreto & authoritate … Praeside … Dn. Henrico Rudolpho Bedekern … Pro Summis In jure Utroque Gradu, honore & privilegiis Doctoralibus Consequendis Placidae Eruditorum ventilationi submittit Michael Pancratius Sabesiensis Transylvanus. Ad diem 28. In Auditorio Majori … Rostochii, 1661
- Heinricus Rudolphus Redeker, Jur. D. Prof. & p. t. Amplissimae Facultatis juridicae Decanus Suo & Amplissimi Collegii Juridici nomine Ad Actum solennem Disputationis inauguralis De Juramento Perhorrescentiae Bono cum deo â Florentissimo U. J. Candidato Dn. Mich. Pancratio … In Auditorio majori XXIIX. Nov. ante & post meridiem instituendum Magn. Dn. Rectorem, Dom. Professores, Consoles … summa cum humanitate ac officiose invitat. Uo. 1661 (P. életrajzával)
- Votivus Applausus, quem favente Coelo et gestiente terra in Transsylvania renascente, et tam quod libertatem quam Religionem ad aurea saecula succrescente, incomparabili Heroi, Principum decori, Saeculi juhus splendori et Posterorum Exemplari, Illustr. Cels. Principi ac D. D. Michaeli Apafi, Divina Gratia Principi Transylvaniae etc. A M.DC.LXV. etc. erexit erectumque dedicavit Suae Celsitudinis aeternitatisque tanti Herois devotissimus et subjectissimus Cultor … in Academia Rostochiensi Eloquentiae Prof. Publ. et Historiarum designatus. Rostochii
- Tractatus Politico-Juridicus In paragraphum Jus itq. duplex est, Prol. de jure & divisione juris. Jvris Pvblici, Regni Hvngariae, Magistratuum, et Statuum, tam Ecclesiasticorum, quam secularium, originem in genere & specie exhibens. Cassoviae, 1668

Üdvözlő verseket írt: Parschitius Dániel, Breviarium Logicum … Rostochii, 1663. és Repetitiones Decalogi anti Papistici … Uo. 1666. c. munkákba.
Kéziratban a nagyszebeni ágostai evangélikus egyház könyvtárában őrizték több kidolgozott kézikönyvét; az ágostai evangélikus erdélyi püspöki levéltárban volt egy nagy ívrét kötet, mely az evangélikus egyház szabadalmaira, zsinati végzéseire és az akkori egyházjogi gyakorlatra vonatkozik.